# Roquefeuil
Roquefeuil – miejscowość i gmina we Francji, w regionie Oksytania, w departamencie Aude.
Według danych na rok 1990 gminę zamieszkiwały 262 osoby, a gęstość zaludnienia wynosiła 12 osób/km² (wśród 1545 gmin Langwedocji-Roussillon Roquefeuil plasuje się na 655. miejscu pod względem liczby ludności, natomiast pod względem powierzchni na miejscu 338.).

## Zabytki
Zabytki w miejscowości posiadające status Monument historique:
- kościół św. Szczepana (Église Saint-Étienne)